# Hellinsia ecstaticus
Hellinsia ecstaticus là một loài bướm đêm thuộc họ Pterophoridae. Nó được biết đến ở Uganda.